# 玉山龙胆
玉山龍膽（學名：Gentiana scabrida）是龙胆科龙胆属的植物。分布在台灣、菲律賓。

## 簡介
玉山龍膽最早由早田文藏發現並在1908年被命名，原被視作台灣的特有種，但1995年時產自菲律賓的呂宋龍膽（学名：Gentiana luzoniensis）被併入玉山龍膽成為其亞種。
玉山龍膽有一變種黑斑龍膽，黑斑龍膽花色較玉山龍膽深。但黑斑龍膽經基因分析後發現其與伊泽山龙胆關係較近，研究者認為應將其視作一獨立的種。

## 特徵
草本，長10-15公分；莖粗糙；葉披針形內折；花冠鐘形，淡黃至黃色，中部具暗黃或褐色斑點；蒴果倒卵形。